# Первая столичная команда
Первая столичная команда (порт. Primeiro Comando da Capital, PCC, 1533) — криминальная группировка в бразильском городе Сан-Паулу, которая, согласно отчёту бразильского правительства 2012 года, является крупнейшей преступной организацией в Бразилии, состоящей из 13 000 членов, 6000 из которых находятся в тюрьме.
Образовалась в начале 1993 года из 8 заключённых, выживших после кровавого подавления бунта октября 1992 года, когда погибло 111 человек. Банда позиционирует себя как братство и как своеобразный профсоюз заключённых, борющихся за смягчение исправительной системы Бразилии. Название связано с симпатиями её членов к футболу. Символом банды является китайский знак инь и ян. К 2006 году численность членов банды превышала 756 человек. Лидером банды является[когда?] авторитет «Маркола» (Marcos Wilian Herbas Camacho). В феврале 2001 года банда устроила мятежи в 20 тюрьмах, используя мобильные телефоны для координации своих действий. 12 мая 2006 года устроили мятеж в городе, приведший к гибели 140 человек и сожжению «коктейлями Молотова» 70 автобусов. Общественный транспорт был блокирован, а жизнь в городе замерла.

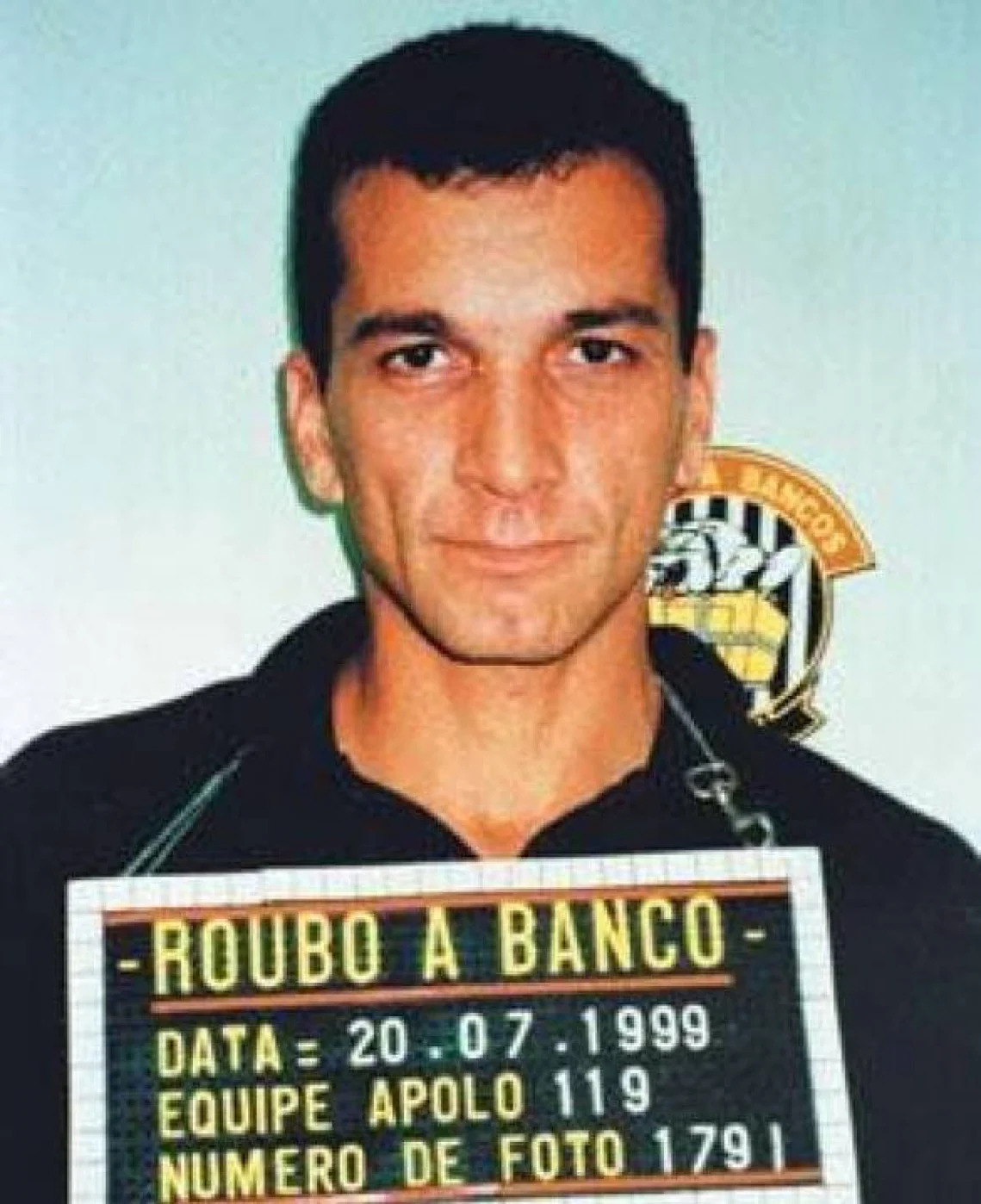